# Lars Bock
Lars Bock, danski rokometaš, * 2. januar 1955.
Leta 1976 je na poletnih olimpijskih igrah v Montrealu v sestavi danske rokometne reprezentance osvojil osmo mesto.